# Vestistilus nigrovittata
Vestistilus nigrovittata är en insektsart som beskrevs av Fowler. Vestistilus nigrovittata ingår i släktet Vestistilus och familjen hornstritar. Inga underarter finns listade i Catalogue of Life.